# Jacob Bruun Larsen
Jacob Bruun Larsen (ur. 19 września 1998 w Kongens Lyngby) – duński piłkarz grający na pozycji pomocnika.

## Życiorys
W czasach juniorskich trenował w Lyngby BK i Borussii Dortmund. W 2017 roku dołączył do seniorskiego zespołu Borussii. W Bundeslidze zadebiutował 20 września 2017 w wygranym 3:0 meczu z Hamburgerem SV. Do gry wszedł w 83. minucie, zmieniając Dana-Axela Zagadou. Od 23 stycznia do 30 czerwca 2018 przebywał na wypożyczeniu w VfB Stuttgart. 31 stycznia 2020 odszedł za 9 milonów euro do TSG 1899 Hoffenheim.
W 2016 roku wystąpił wraz z reprezentacją na igrzyskach olimpijskich w Rio de Janeiro. W seniorskiej reprezentacji zadebiutował 21 marca 2019 w zremisowanym 2:2 meczu z Kosowem. Grał w nim do 77. minuty, gdy został zmieniony przez Christiana Gytkjæra.